# Новосадски отворени универзитет
Новосадски отворени универзитет, некада Раднички универзитет „Радивој Ћирпанов“, основан је 1952. године као образовно-културна установа од посебног значаја за град Нови Сад. У састав Радничког универзитета ушао је и Народни универзитет из Новог Сада, који је основан 1919. године.
Скупштина Града Новог Сада одрекла се, на седници скупштине 3. априла 2007. године, оснивачких права над Новосадским отвореним универзитетом и пренела их на Новосадски отворени универзитет.